# Гражданская война в Афганистане (1928—1929)
Гражданская война в Афганистане — вооружённый конфликт в Афганистане в 1928—1929 годах.

## Предыстория
В 1928 году король Афганистана Аманулла-хан вернулся из поездки по Европе (включая СССР), привезя с собой целый комплекс социальных и культурных изменений для населения страны. В частности, все жители обязывались носить европейскую одежду. В это же время появились фотографии королевы Сорайя Тарзи без чадры и в европейском платье. Это встретило резкое неприятие у афганцев, и пуштунские племена выступили за изгнание Амануллы-хана с женой из Афганистана.

## Ход конфликта
Против эмира Амануллы и его реформ в ноябре 1928 года вспыхнуло восстание среди племени шинвари в Джелалабаде на юго-востоке Афганистана, охватившее и провинцию Лагман. Таджик Бачаи Сакао (позже поменявший имя на Хабибулла Калакани), объединив таджиков и гильзаи, начал наступление на Кабул с севера. Восстание охватывало всю страну, силы восставших начали подходить к столице и с юга.
Армия почти не оказывала сопротивления движущимся на Кабул повстанцам, к которым вскоре присоединились басмачи. 14 января 1929 года Аманулла-хан объявил об отмене большинства своих реформ, передал власть своему брату Инаятулле-хану и бежал на юг страны. Ещё через пару дней, 17 января, Инаятулла-хан сдал Кабул без особого кровопролития отрядам мятежников под командованием Хабибуллы — который стал новым эмиром, и отменил все преобразования Амануллы.
Бежавший на юг страны Аманулла-хан продолжил борьбу за престол, и весной того же года возглавил сопротивление против Хабибуллы и его союзников — басмачей. В апреле СССР, который вёл с басмачеством непрерывную войну, в поддержку Аманулле направил в Афганистан отряд численностью около 2 тысяч человек под командованием В. М. Примакова (формально отряд подчинялся афганскому генералу Гуляму Наби-хану). В течение двух месяцев красноармейцы при поддержке авиации заняли север Афганистана, разгромив по ходу ключевые базы противника.
Войска Амануллы начали наступление на Кабул, однако в конце мая 1929 года потерпели поражение и прекратили борьбу. 22 мая Аманулла-хан бежал в Индию, отправив Наби-Хану телеграмму с распоряжением также прекратить сражаться, и покинуть страну — после чего советские войска вернулись на Родину.
Однако гражданская война на этом не закончилась. Против Хабибуллы восстал в конце лета 1929 года военный министр при Аманулле и его двоюродный брат Мухаммед Надир, который возглавил общину пуштунов против таджиков. Война из гражданской переросла в межэтническую. Британцы позволили Надиру вербовать сторонников в британском Пакистане, которые и составили большинство его армии.
Этот период гражданской войны в Афганистане был наиболее кровавым, погибло до 15 тысяч человек только сил Хабибуллы. 10 октября 1929 года отряды Мухаммеда Надира взяли Кабул. Хабибулла Гази бежал, но был схвачен и казнён в городе Кохистан на севере Афганистана. Мухаммед Надир стал правителем.